# Дьяков, Алексей Григорьевич
Алексей Григорьевич Дьяков (род. 21 марта 1961 года) — заслуженный мастер спорта СССР (хоккей с мячом, 1991), двукратный чемпион мира, бывший главный тренер клуба «Динамо» (Москва).

## Карьера
Выступал за «Старт», «Несшьё», «Муталу» (оба — Швеция).
В «Старте» с 1979 года (с перерывом).
В высшей лиге провёл 279 матчей, забил 278 мячей.
Привлекался в сборную СССР, в составе которой дважды становился чемпионом мира.
Тренер бенди-гимназии в Несшьё 2001—2007 годов.
Играющий тренер «Несшьё» 2001—2007 годов.
Тренер юношеской сборной Швеции 2003—2007 годов.
Чемпион мира среди юношей 2006 года и бронзовый призёр юношеского чемпионата мира 2004 года (в качестве тренера). В сезоне 2009—2010 годов — главный тренер молодёжной сборной России (до 23 лет). 2007—2014 — главный тренер «Старта» (Нижний Новгород). 2014 — главный тренер юниорской сборной России (до 19 лет). 2014—2016 — главный тренер «Динамо» (Москва) по хоккею с мячом. 2016 (май) - 2017 (июнь) - главный тренер Динамо-Крылатское (Москва). 2017 - главный тренер сборной России 2. 2017 (июнь) - 2017 (декабрь) - тренер «Динамо» (Москва).              2018 (январь) - 2019 (декабрь) - главный тренер «Старта» (Нижний Новгород).

## Достижения

### В качестве игрока
Серебряный призёр чемпионата СССР 1980 года. 

 Бронзовый призёр чемпионата России 1996 года. 

 Обладатель Кубка СССР 1983 года.
 Чемпион мира 1989 и 1991 годов. 

 Серебряный призёр чемпионата мира 1983 года. 

 Победитель турнира на призы газеты «Советская Россия» 1982 года.
 Чемпион мира среди юниоров 1980 года. 

 Чемпион СССР среди юниоров 1979 года. 

 Чемпион СССР среди юношей 1978 года. 

 Бронзовый призёр чемпионата СССР среди юниоров 1980 года. 

 Бронзовый призёр чемпионата СССР среди юношей 1977 года. 

 Чемпион СССР среди юношей 1975 года по хоккею на траве   

 Серебряный призёр среди юношей 1976 года по хоккею на траве 

 Бронзовый  призёр среди юношей 1977 года по хоккею на траве 
- Входил в список 22 лучших хоккеистов сезона — 1982, 1987, 1988, 1989, 1991.
- Лучший бомбардир Кубка СССР 1991 года.

### В качестве тренера
Бронзовый призёр чемпионата мира 2004 года среди юношей. 

 Чемпион мира 2006 года среди юношей. 

 Кубок чемпионов Эдсбюна 2015 года. 

 Серебряный призёр чемпионата России 2014/15 года. 

 Бронзовый призёр чемпионата России 2015/16 года.